# Río Jatun Mayu (vattendrag i Chuquisaca, lat -19,37, long -64,79)
Río Jatun Mayu är ett vattendrag i Bolivia.   Det ligger i departementet Chuquisaca, i den centrala delen av landet, 60 km sydost om huvudstaden Sucre.
Omgivningen kring Río Jatun Mayu är i huvudsak ett öppet busklandskap. Området är mycket glesbefolkat, med 7 invånare per kvadratkilometer.